# Mujeres en el punk rock

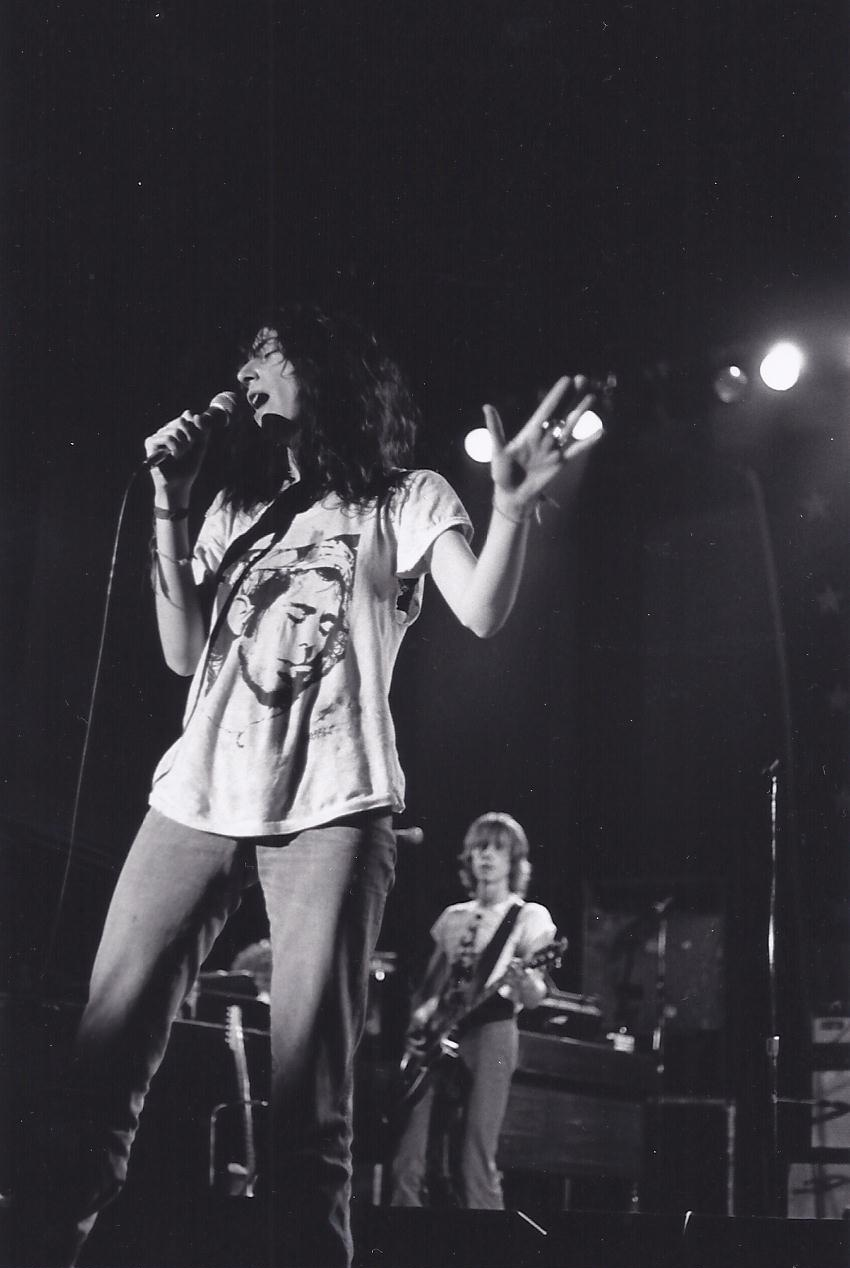
Patti Smith, la "madrina del rock".

Las mujeres han hecho contribuciones significativas a la música punk rock y su subcultura desde sus inicios en la década de 1970. En contraste con las escenas de música rock y heavy metal de la década de 1970, que estaban dominadas por hombres, la mentalidad anárquica y contracultural de la escena punk de mediados y finales de la década de 1970 alentó a las mujeres a participar. Esta participación jugó un papel en el desarrollo histórico de la música punk, especialmente en los EE. UU. y el Reino Unido en ese momento, y continúa influyendo y capacitando a las generaciones futuras. Las mujeres han participado en la escena punk como cantantes principales, instrumentistas, como bandas exclusivamente femeninas, colaboradoras de fanzines y diseñadoras de moda.
La historiadora del rock Helen Reddington escribió que la imagen popular de las jóvenes músicas punk centrada en los aspectos de la moda de la escena (medias de rejilla, pelo de punta, etc.) era estereotipada. Afirma que muchas, si no todas las mujeres punks, estaban más interesadas en la ideología y las implicaciones sociopolíticas que en la moda. La historiadora de la música Caroline Coon sostiene que antes del punk, las mujeres en la música rock eran prácticamente invisibles; por el contrario, en el punk, sostiene, "sería posible escribir toda la historia de la música punk sin mencionar ninguna banda masculina, y creo que a mucha gente le sorprendería mucho".